# Bombardier-Gletscher
Der Bombardier-Gletscher ist ein Gletscher an der Nordenskjöld-Küste des Grahamlands auf der Antarktischen Halbinsel. Er fließt vom Rand des Detroit-Plateaus in südöstlicher Richtung durch einen tiefen Talkessel zum Edgeworth-Gletscher.
Der Falkland Islands Dependencies Survey kartierte ihn anhand eigener Vermessungen zwischen 1960 und 1961. Das UK Antarctic Place-Names Committee benannte ihn am 12. Februar 1964 nach dem kanadischen Ingenieur und Unternehmer Joseph-Armand Bombardier (1907–1964), Erfinder des ersten funktionsfähigen Schneemobils zwischen 1926 und 1937.